# النبك
مدينة النبك هي مدينة سورية تقع في محافظة ريف دمشق، وهي مركز منطقة النبك وأهم مدن منطقة القلمون، تقع بالقرب من الحدود اللبنانية. ويتغيَّر عدد سكان المدينة في الشتاء والصيف، حيث إن عدداً كبيراً من سكانها يسافروا من أجل العمل.
أصل كلمة "النبك" هو المكان المرتفع، حيث إن النبك تقع على ارتفاع 1,400 متر عن مستوى سطح البحر، وهي قريبة من جبال لبنان الشرقية وجبل القلمون.

## التاريخ
يوجد فيها دير مارموسى القديم: وهو في الأصل قلعة رومانية، يرجع تاريخ تأسيسها إلى القرون الوسطى. فيها التقى ابن تيمية بمحمود غازان.[بحاجة لمصدر]

## الجغرافيا والسكان
إلى الجنوب من النبك تقع بلدة يبرود، ومن الشمال بلدة دير عطية، ومن الشرق جبل القلمون، ومن الغرب جبال لبنان الشرقية. وأما طقس المدينة فهو معتدل، وهيَ تمتاز بهوائها العليل الجاف المعتدل في الصيف، والبارد الجافّ في الشتاء، مما يَجعلها من المناطق الاصطيافية الجيدة.
معظم سكان مدينة النبك مغتربون من دول متفرقة، كالخليج وأوروبا ودول أمريكا اللاتينية، وقد تطورت النبك بشكل مميز نتيجة الأموال التي تدفقت عبر المغتربين، وخاصة مغتربي الخليج، فأصبحت تضجُّ بالحياة المدنية المترفة. ومعظم سكانها هُم من المسلمين السنة، بالإضافة إلى أقلية مسيحية.

## المعالم
توجد في مدينة النبك مناطق تسوق عديدة، كساحة الشهداء وشارع المشفى وشارع الثامن من آذار وطريق حمص. ومن أبرز معالم المدينة:
- القلعة القديمة: التي بنيت في أيام الاستعمار الفرنسي في سوريا.
- مشفى القلمون : الواقع بجانب الطريق الدولي، والذي كان يُسمَّى سابقاً "المشفى الدنماركي"، نسبة إلى البعثة الدنماركية التبشيرية التي أسسته، وكان ذلك في أوائل القرن العشرين.
- دير مارموسى القديم: الذي يرجع تاريخ تأسيسه إلى القرون الوسطى.